# Brockmire
Brockmire est une série télévisée américaine de sitcom en trente-deux épisodes de 21 à 23 minutes, diffusés entre le 5 avril 2017 et le 6 mai 2020 sur IFC.

## Fiche technique
Sauf indication contraire, les informations mentionnées dans cette section peuvent être confirmées par la base de données cinématographiques IMDb,  présente dans la section « Liens externes ».
- Titre original : Brockmire
- Réalisation : Maurice Marable et Tim Kirkby
- Scénario : Hank Azaria, Joel Church-Cooper, Amanda Sitko, Mel Cowan, Sheena Datt, Arbel Kodesh, Jason Belleville, Alex Reid, Rene Gube, Annie Mebane, Carl Tart, Andrew Guest et Jenny Lee
- Casting : Nicole Abellera et Leslie Woo
- Montage : Luis Colina, Paul Swain, A. J. Catoline, Peter CabadaHagan, Bryan Irving, Martin Wilson, Spencer Houck, Nicholas Monsour, Greg Tillman et Braden Friedman
- Décors : Sarah Carter, Mazzy Solana et Devita Walker
- Costumes : Tiffany White Stanton, Peggy Stamper, Sekinah Brown et Lorraine Coppin
- Production : Elizabeth Baquet, Kate Lilly, James Spies, Caitlin Daley et Buddy Enright
  - Producteur délégué : Hank Azaria, Joel Church-Cooper, Joe Farrell, Mike Farah, Ves D'Elia, Tim Kirkby, Maurice Marable, Anna Wenger, Matthew Spiegel et Wendy Williams
  - Producteur associé : Matt Levin, Stephen G. Cowan, Dan Kuba et Omneya Mazen
  - Coproducteur : Sheena Datt et Rhonda L. Moore
- Sociétés de production : Funny or Die et How 2 Pictures
- Société de distribution : IFC
- Chaîne d'origine : IFC
- Pays d'origine :  États-Unis
- Langue originale : anglais
- Genre : Sitcom
- Durée : 21 à 23 minutes

## Distribution

### Acteurs principaux
- Hank Azaria : Jim Brockmire
- Tyrel Jackson Williams : Charles
- Amanda Peet : Jules James
- Hemky Madera : Pedro Uribe
- Katie Finneran : Lucy Brockmire

### Acteurs récurrents et invités
- Tawny Newsome : Gabby Taylor
- Paul Rae : Dale
- Victoria Blade : Limon
- Reina Hardesty : Beth
- Richard Kind : Gus Barton
- Steve Coulter : le coach des pom-pom girls
- Utkarsh Ambudkar : Raj
- Molly Ephraim : la barmaid
- Toby Huss : Johnny
- Ryan Lee : John Elton
- Adan Rocha : Danny Cruz
- Alex Phipps : Ryan Stanton
- Daisuke Tsuji : Yoshi Takatsu
- J. K. Simmons : Matt Hardesty
- Martha Plimpton : Shirley
- David Walton : Gary
- Dreama Walker : Whitney
- Christine Woods : Maggie Nickols
- Ego Nwodim : Liz
- Joe Buck : lui-même
- Becky Ann Baker : Jean Brockmire Glasscock
- Carrie Preston : Elle
- Phil Reeves : Art Newlie
- John Ales : le propriétaire des Yankees de New York
- Bob Costas : lui-même
- Linda Lavin : Lorraine
- Paul F. Tompkins : Harold K. Finnegan
- Clifton Powell : Charles Sr.
- Ron Perkins : le médecin de l'avortement
- Matthew Myers : un patient
- George Brett : lui-même
- Brian Kenny : lui-même
- David Silverman : le père de Dylan
- Dan Castellaneta : Duke Yipkowski
- J. Adam Larose : Chef Sango Whitehorse
- Ross Marquand : le père de Brockmire

## Épisodes

### Saison 1
1. Rally Cap
2. Winning Streak
3. Kangaroo Court
4. Retaliation
5. Breakout Year
6. Road Trip
7. Old Timers Day
8. It All Comes Down to This

### Saison 2
1. The Getaway Game
2. Platoon Player
3. Knuckleball
4. Returement Ceremony
5. Make-Up Game
6. Broadcasters Jinx
7. Caught in a Rundown
8. In the Cellar

### Saison 3
1. Clubhouse Cancer
2. Player to Be Named Later
3. The Yips
4. Banned for Life
5. Clubhouse Chemistry
6. Placed on Waivers
7. Disabled List
8. Opening Day

### Saison 4
1. Favorable Matchup
2. Three Year Contract
3. Low and Away
4. Comeback Player of the Year
5. Double Header
6. The Hall
7. Union Negociations
8. The Long Offseason